# Waratte iitomo!
Morita Kazuyoshi Hour - Waratte iitomo! (森田一義アワー 笑っていいとも!?), noto semplicemente come Waratte iitomo! (笑っていいとも!? "Ridere va bene!"), è stato un programma televisivo giapponese di genere varietà, andato in onda dal lunedì al venerdì sulla Fuji TV dal 4 ottobre 1982 al 31 marzo 2014.

## Il programma
Condotto dal presentatore e comico Tamori (Kazuyoshi Morita), il programma è andato in onda in diretta all'ora di pranzo (da mezzogiorno all'una del pomeriggio) per circa trentadue anni, entrando per questo motivo nei Guinness dei primati come lo show televisivo in diretta con il maggior numero di puntate condotte dallo stesso presentatore.
Lo show si svolgeva di fronte a un pubblico quasi completamente femminile nello Studio Alta di Shinjuku (Tokyo) e ospitava regolarmente diversi personaggi della televisione giapponese, tra i quali Shingo Katori, Masahiro Nakai, Nozomi Sasaki, Rola, Hisako Manda, Naomi Watanabe, Rino Sashihara, Sayaka Akimoto, gli Audrey, Tomomitsu Yamaguchi, Becky e Yumi Adachi.
Oltre a questi, dall'ottobre 2011 fino alla conclusione del programma, il duo Noon Boyz (Yuki Nozawa e Yuma Sanada) della Johnny's Jr. affiancava Tamori in qualità di valletti e ballerini.